# 도평의회
도평의회(道評議會) 또는 도회(道會)는 일제강점기 조선의 13도에 설치된 최초의 광역의회였다. 1920년 10월부터 주민 직접 투표로 선출되었으며 임기는 4년이었다. 군 협의회, 부 협의회, 학교 평의회 의원들과의 구별을 위해 도 평의회로 불렀다.
1930년 도회로 개정되었다가, 1945년 9월 2일 폐지되었다. 한국 최초의 광역 자치단체이자 지방 자치단체였다.

## 출마와 선거
경기, 강원, 황해, 경북, 경남, 충북, 충남, 전북, 전남, 평북, 평남, 함북, 함남 등 13개 도에서 도 평의원을 선출하였다. 처음에는 조선총독부에서 각 도청의 자문기관으로 설치, 하였다가 나중에는 의회 형식으로 운영되었다.
도 평의회 의원은 각 부군(府郡)별로 선출하였으며 인구 수가 많은 부(府)는 선거구를 나누어서 평의원을 선발하였다. 도 평의원의 사망, 구속 등 유고시에는 재보궐선거를 실시하였다. 선거에 출마할 수 있는 사람은 만 18세 이상 성인이었으며, 불령선인 등 독립운동가, 중범죄자, 공산주의자에게는 입후보 자격을 주지 않았다. 정당은 없었으며, 기호로 정하였고, 투표용지에는 출마 후보의 성명과 칸이 있어서, 해당 후보 이름자 뒤의 빈 칸에 서명 혹은 도장을 찍거나 지장을 찍는 식이었다. 도 평의회 선거는 1920년 부군면협의회 의원이 민선제로 바뀐 뒤 부군면협의회 의원 선거와 동시에 진행되었으며, 마을 공회당, 양로원, 보육원 건물 또는 해당 부, 군, 읍, 면의 백화점이나 대형 건물을 선거 장소로 지정하거나 혹은 각 유치원, 소학교, 중학교, 고등보통학교의 강당을 이용하거나, 각 유치원, 소학교, 중학교, 고등보통학교에 하루 유급휴일을 부여하고 선거장소를 선거를 실시하였다.
도회의원(도평의회 의원)이 당선되면 당일부로 도 평의회 의원들이 다시 도 평의회 의장과 부의장을 각각 선출하였고, 임기는 도 평의회 의원들과 같았다.

### 선거권
도 평의회 의원을 선출할 수 있는 자격은 18세 이상이었으며, 18세 미만이더라도 이미 혼례를 올리고 혼인하여 가정이 있는 자 역시 도 평의회 의원 선거에 참여할 수 있었다. 1930년 도회로 명칭이 개정되었다. 1945년 9월 2일 미군정 주둔 후 해산되었다.
당시 도회, 부회, 읍회, 면협의회 선거의 선거권은 그 자격 기준이 국세 5원 이상으로 규정되어 있었다.

## 업무

### 행정과 인사 문제
도 평의회 의원들은 주민의사를 수렴하거나, 관청에서 결정하는 조세 정책의 조정, 부지사, 참여관 이하의 업무에 대한 규찰, 각 부서 예산 심의, 도청 참여관급 이하 공무원들의 인사 문제 등에 대한 것을 의논, 안건을 제출할 수 있다.
실질적으로 도 평의회 의원들이 간섭할 수 있는 직책은 도지사나 부지사가 인사를 결정할 수 있는 참여관 이하, 직책으로는 도청 실국장, 부장급 이하였다.

### 세무감사와 예산 심의
도 평의회의 업무 중의 하나는 도청과 도지사, 부지사 등이 예산을 작성하거나 각 부장, 국장들이 예산을 정해서 보고하면 그 예산의 타당성을 결정, 심의 의결하였다. 또한 세금을 잘 거두는가의 여부, 시골 백성들의 무식함을 악용하여 세금을 초과로 걷지는 않는지, 거짓 영수증을 남발하지 않는지 여부를 일일이 검사하였다. 그러나 도 평의원이 일일이 확인할 수 없어 자신의 비서관과 보좌관 또는 자신의 가족, 친지들을 동원해서 일일이 검수, 검열, 확인해보기도 했다.
1928년의 대전도립병원이 설치될 때 충청남도 도 평의회가 반대하여 위기를 맞기도 했다. 도립대전병원이 건립되기까지 쉽지 않은 과정을 거쳤다. 한 예로 건축비 18만원 중 지방비 부분에 해당하는 5만원을 당시 충남도평의회가 승인해 주지 않아, 충남도에서는 개별 위원들을 일일이 찾아가 예산안을 승인해 줄 것을 간청했다. 도립병원 부지가 대전으로 결정된 것은 충남 도청의 대전 이전을 위한 사전 포석이라는 풍문에 공주 출신 위원들이 위기감을 느꼈기 때문이었다. 도청 공무원들이 겨우 사정을 빌어서 도 평의회의원들의 마음을 되돌려놓게 되었다.
형식적이었지만 행정, 경찰 당국의 권력을 견제한다는 의미를 갖고 있었다.

### 자전거와 오토바이 세금
도 평의회는 대한민국의 광역 의회나 도의회와 마찬가지로 세금 의결에 대한 심의, 찬성 반대 권한이 있었다. 그런데 1925년부터 각 도의회에서 자전거, 오토바이에 세금을 물린 일이 있다.
1925년 2월 경남도 도평의회 회의 도중 나온 질문 가운데 자전거와 원동기를 단 자전거의 세금 차이에 관한 건이 있었다.
1926년 1월 충남도 도평의회는 세금에 관한 건을 의결했다. 4월 1일부터 차종에 따라 세금을 달리 한다는 내용이었다. 그 전까지는 모두 똑같이 2원씩 매겼으나 앞으로는 원동기장치자전거는 3원, 일반자전거는 2원으로 금액이 달라진다. 자동자전거라 불린 오토바이는 객석이 있을 경우 8원, 없을 경우 5원으로 정해졌다. 자전거와 오토바이에 세금을 물리게 되자 일부 지식인층에서는 도 평의회 의원 주민소환을 기도하는 등 반발이 거세었다.
1928년 경북도 도의회 이우진(선산) 의원은 자동차 세금은 올리고 짐수레와 자전거 세금은 없애자고 주장했다. 1929년 경기도 도평의회에선 자전거세금을 둘러싼 논쟁이 벌어졌다. 시흥 지역 의원 김태집은 자가용자동차세를 올려야 한다고 주장했다. 그와 함께 경성의 전중이란 의원은 인력거와 자전거세는 없애야 한다고 주장했다.

## 기타
도지사 인사는 조선총독부 내무국 관할이었으므로 도지사의 업무실적 저조 및 도정이 심각한 위기를 맞지 않는 한 도 평의회 의원들은 도지사 인사에는 관여할 수 없었다. 실질적으로 도 평의회 의원들의 의사가 반영될 수 있는 것은 참여관급 이하의 인사였다.

## 같이 보기
- 대한민국의 지방의회
- 국회
- 지방자치
- 광역의회
- 기초의회
- 부군면협의회
- 귀족원
- 중의원
- 지방자치단체
- 지방제도